# اس‌اس آنتنور (۱۹۲۴)
اس‌اس آنتنور (۱۹۲۴) (به انگلیسی: SS Antenor (1924)) یک کشتی بود که طول آن ۴۸۷ فوت (۱۴۸ متر) بود. این کشتی در سال ۱۹۲۴ ساخته شد.